# Ich Troje
 (janvier 2010).
Si vous disposez d'ouvrages ou d'articles de référence ou si vous connaissez des sites web de qualité traitant du thème abordé ici, merci de compléter l'article en donnant les références utiles à sa vérifiabilité et en les liant à la section « Notes et références ».
Ich Troje est un groupe de pop polonais, originaire de Łódź.

## Genèse
Fondé en novembre 1995 par les compositeurs Michał Wiśniewski et Jacek Łągwa, le groupe est initialement composé de 3 membres (avec au chant Anna Wiśniewska).

## Histoire
Ils participèrent au Concours Eurovision de la chanson en 2003 et en 2006 pour la Pologne avec les chansons respectives Keine Grenzen-Żadnych granic (chantée en polonais, allemand et russe - 7e place) et Follow my heart (éliminé en DF). En 2016 ils enregistrèrent une autre version trilingue (français, anglais et espéranto) de leur chanson de l'Eurovision 2003, intitulée Plus de frontières No more borders.

## Discographie
- Intro (1996) -  Or en Pologne
- ITI Cd. (1997) -  Or en Pologne
- 3 (1999) -  Platine en Pologne
  - A wszystko to... (bo ciebie kocham)!
- Ad. 4 (2001) -  Diamant en Pologne[4]
  - Powiedz
- Po piąte... a niech gadają (2002) -  Diamant en Pologne
- 6-ty ostatni przystanek (2004) -  Or en Pologne
- 7 grzechów głównych (2006)
- Ósmy obcy pasażer (2008)
- Pierwiastek z dziewięciu (2017)
- Projekt X (2022)